# Raise Your Fist
Albums de Doro Pesch
Fear No Evil
(2009)
Raise Your Fist est le 12e album studio de la chanteuse allemande Doro Pesch  sorti le 19 octobre 2012.
L'album est précédé d'un EP intitulé Raise Your Fist in the Air comprenant quatre chansons dont une en français, le titre Engel est chanté en allemand. L'EP est publié sous Nuclear Blast Records et sorti le 3 août 2012 aux formats CD, vinyle et digital. L'EP est produit par Andreas Bruns à Hambourg et mixé par Jacob Hansen au Danemark.

## L'album
Dans une interview donnée par le site XplosiveMetal.com, Doro Pesch parle d'une nouvelle chanson intitulée Raise Your Fist in the Air et qui fut interprétée pour la première fois pour le festival Wacken Open Air dont elle eut de bonnes réactions à propos de ce titre:

« La chanson reçut de bonnes réactions (du public de Wacken)… La chanson fut écrite à l'origine par un fan de Wacken, un metalleux, et ensuite j'y ai fait ma propre chose. Il s'agissait en fait d'un fan pur et dur de Wacken qui en a fait une démo et l'a envoyée au promoteur. Il me l'a envoyée et a dit: Hé, que diriez-vous de nous faire un hymne Wacken et voici une idée d'un fan du Wacken. Je l'ai écoutée et j'ai pensé: Hé, c'est super. Puis nous avons travaillé sur cette chanson et continué à y travailler. Juste pour vous dire comment cette chanson est née, elle était d'une collaboration avec un fan et c'était vraiment bon. Parfois, les fans ont les meilleures idées. »

Lors d'une interview en 2011 avec le webzine Metal Kaoz, Doro déclare qu'elle et son équipe ont complété 80 % de l'album et qu'une chanson sera dédiée au chanteur Ronnie James Dio, intitulée Hero.

« Le nouvel album sera intitulé Raise Your Fist et a été enregistré et écrit aux États-Unis, en Allemagne et en Scandinavie. Actuellement, nous sommes sur le mixage et sur le point de tout finir. Le plus important pour moi sont les hymnes Raise Your Fist in the Air et Victory. Les deux chansons ont été jouées en concert sur notre dernière tournée et également sur les dernières années du Wacken Open Air. Raise Your Fist in the Air sera également disponible en français qui va être très intéressant.
Pour les fans inconditionnels des chansons allemandes comme Für Immer, il y a deux chansons dans la même veine. Sensible et assez sombre: Human Rights et très émotionnel: Engel. Il y a aussi beaucoup de chansons rapides comme Little Headbanger et divers prestations d'invités tel que Gus G. sur Last Man Standing.
Nous avons aussi une chanson qui honore la fin de Ronnie James Dio appelée Hero et un autre point fort du nom de It Still Hurts avec Lemmy Kilmister de Motörhead. La pochette a une fois de plus été créée par l'artiste britannique Geoffrey Gillespie, qui est un ami proche et compagnon depuis qu'il l'a fait dans le livre Guinness des records pour sa couverture Triumph and Agony de la plus grande couverture d'album du monde. Depuis, il a fait dix couvertures pour nous. »

## Liste des titres

### Raise Your Fist
| No  | Titre                                                     | Auteur                                      | Durée |
| --- | --------------------------------------------------------- | ------------------------------------------- | ----- |
| 1.  | Raise Your Fist in the Air                                | Doro Pesch, Andreas Bruhn                   | 3:47  |
| 2.  | Coldhearted Lover                                         | Doro Pesch, Wolfgang Michels                | 3:35  |
| 3.  | Rock Till Death                                           | Doro Pesch, Lucie Roubickova, Filip Sembera | 3:02  |
| 4.  | It Still Hurts (featuring Lemmy Kilmister)                | Doro Pesch, Andreas Bruhn                   | 4:09  |
| 5.  | Take No Prisoners                                         | Doro Pesch, Dennis Krüger                   | 3:08  |
| 6.  | Grab the Bull (Last Man Standing) (featuring Gus G.)      | Doro Pesch, Andreas Bruhn                   | 4:57  |
| 7.  | Engel                                                     | Doro Pesch, Andreas Bruhn                   | 5:13  |
| 8.  | Freiheit (Human Rights)                                   | Doro Pesch, Andreas Bruhn                   | 3:44  |
| 9.  | Little Headbanger (Nackenbrecher)                         | Doro Pesch, Andreas Bruhn                   | 3:14  |
| 10. | Revenge                                                   | Doro Pesch, Bas Maas                        | 4:48  |
| 11. | Free My Heart                                             | Doro Pesch, Andreas Bruhn                   | 5:09  |
| 12. | Victory                                                   | Kendal Stubbs, Roderick Colebrook           | 3:11  |
| 13. | Hero                                                      | Doro Pesch, Joey Balin                      | 4:04  |
| 14. | Sealed in Blood (Human Rights) (édition vinyle & box set) | Doro Pesch, Andreas Bruhn                   | 3:44  |
| 15. | Strong and Proud (édition vinyle & box set)               | Doro Pesch, Nick Douglas                    | 3:33  |

### Raise Your Fist in the Air
| No | Titre                                                                         | Auteur                            | Durée |
| -- | ----------------------------------------------------------------------------- | --------------------------------- | ----- |
| 1. | Raise Your Fist in the Air                                                    | Doro Pesch, Andreas Bruhn         | 3:54  |
| 2. | Victory                                                                       | Kendal Stubbs, Roderick Colebrook | 3:11  |
| 3. | Engel                                                                         | Doro Pesch, Andreas Bruhn         | 5:02  |
| 4. | Lève ton poing vers le ciel (version française de Raise Your Fist in the Air) | Doro Pesch, Andreas Bruhn         | 3:54  |

## Crédits

### Composition du groupe
- Doro Pesch - chants
- Nick Douglas - basse
- Luca Princiotta - guitare, claviers
- Bas Maas - guitare
- Johnny Dee - batterie

### Invités
- Lemmy Kilmister - chants sur It's Still Hurts
- Gus G. - guitare solo sur Grab the Bull (Last Man Standing)

### Équipe technique
- Andreas Bruns - producteur
- Jacob Hansen - mixage
- Jens Dreesen - mastering (Skyline Tonfabrik)

## Charts
| Pays          | Chart                | Meilleure position | Nombre de semaines | Réf   |
| ------------- | -------------------- | ------------------ | ------------------ | ----- |
| Allemagne     | Media Control Charts | 16                 | 1                  | [ 4 ] |
| Autriche      | Ö3 Austria Top 40    | 50                 | 1                  | [ 5 ] |
| Belgique (FR) | Ultratop             | 116                | 2                  | [ 6 ] |
| France        | SNEP                 | 177                | 1                  | [ 7 ] |
| Suède         | Sverigetopplistan    | 29                 | 1                  | [ 8 ] |
| Suisse        | Swiss Music Charts   | 52                 | 2                  | [ 9 ] |